# Multimedia Personal Computer
Pour les articles homonymes, voir MPC.

<< PC Multimédia >>

Le Multimedia Personal Computer (sigle : MPC) est une norme de performances pour tous les éléments d'un PC multimédia sous Windows (carte son, lecteur de CD-ROM, etc.) définis par un consortium de constructeurs appelé MPC Marketing Council.
L'apparition de la première norme MPC date du début des années 1990 et coïncide avec la sortie des premiers lecteurs de CD-ROM grand public. Il devient alors nécessaire d'informer rapidement les clients des fonctionnalités requises de leur ordinateur lors de l'achat d'un nouveau logiciel en termes de capacités sonores, visuelles et de stockage.